# Gorenje Gradišče pri Šentjerneju
Gorenje Gradišče pri Šentjerneju je naselje v Občini Šentjernej.